# A-bus (Aarhus)
 For alternative betydninger, se A-bus. (Se også artikler, som begynder med A-bus)
A-busser er et grundlæggende net af bybusser i Aarhus bestående af seks linjer, 1A-6A, der blev etableret ved en total omlægning af bybusnettet i Aarhus 8. august 2011. A-busserne er underlagt trafikselskabet Midttrafik, der også står for et antal supplerende Bybuslinjer.
Som ved A-busserne der etableredes i København fra 2002 og fremefter er der tale om linjer med hyppig drift, her med 7-10 minutters interval i dagtimerne og 15 minutters interval i aftentimerne. Til gengæld stopper de aarhusianske A-busser kun ved visse stoppesteder, hvor de københavnske ligesom de almindelige bybusser begge steder stopper alle steder undervejs.
Oprindeligt var det meningen, at A-busserne skulle kendes på, at højre hjørne foran og venstre hjørne bagpå var røde ligesom i hovedstaden. I praksis kunne man dog ikke holde styr på det[kilde mangler], og systemet blev derfor opgivet i 2014. Efterfølgende benyttedes busser med og uden røde hjørner i flæng på både A-buslinjer og andre linjer, indtil brugen af røde hjørner helt ophørte i 2015.

## Linjenet
| Billede | Linje | Oprettet       | Linieføring                                                                                      | Bemærkninger |
| ------- | ----- | -------------- | ------------------------------------------------------------------------------------------------ | --- |
|         | 1A    | 8. august 2011 | Kolt – Viby Torv - Banegårdspladsen - Grenåvej - Vejlby /- Skejbyparken                          | Fra Grenåvej køres skiftevis til Vejlby og Skejbyparken.                                                                                          |
|         | 2A    | 8. august 2011 | Holme - Kongsvang - Banegårdspladsen - Skejby Sygehus - Trige                                    | Skejby Sygehus - Trige kun hver halve time i dagtimerne mandag-lørdag og hver time aften og søndag.                                               |
|         | 3A    | 8. august 2011 | Tilst - Skjoldhøjskolen - Hasle Torv - Vesterbro Torv - Banegårdspladsen - Aarhus Rutebilstation | |
|         | 4A    | 8. august 2011 | Brabrand Nord - City Vest - Banegårdspladsen - Viby Torv - Viby Syd /- Tranbjerg                 | Fra Kjærslund køres skiftevis til Viby Syd og Tranbjerg.                                                                                          |
|         | 5A    | 8. august 2011 | Tangkrogen - Stadion Allé - Vestre Ringgade - Marienlund                                         | Kører ad Ringgaden. |
|         | 6A    | 8. august 2011 | Skåde -/Holme - Viby Torv - Ringvejen - Skejby Sygehus /- Risskov                                | Kører ad Ringvejen. Fra Christian X's Vej køres skiftevis til Skåde og Holme. Fra Olof Palmes Allé køres skiftevis til Skejby Sygehus og Risskov. |